# ماجراهای اسپایدرویک (کتاب)
ماجراهای اسپایدرویک (به انگلیسی: The Spiderwick Chronicles) مجموعهٔ کتاب‌های کودکان نوشتهٔ هالی بلک و تونی دیترلیزی می‌باشد.
پنج جلد اول و اصلی این مجموعه توسط محمد قصاع ترجمه و نشر افق در سال ۱۳۸۷ چاپ شده‌است.

## کتاب راهنما
کتاب راهنما، اولین کتاب این مجموعه می‌باشد که در می ۲۰۰۳ منشر شده‌است.
داستان از جایی شروع می‌شود که جارد و سیمون، دوقلوهای همسانِ ۹ ساله و خواهرشان ملوریِ ۱۳ ساله، همراه با مادرشان هلن، به ملک اسپایدرویک، نقل مکان می‌کنند. در شب اول اقامت شان، یک کتابخانهٔ مخفی در طبقهٔ دوم کشف می‌کنند.

## سنگ بیننده
سنگ بیننده، دومین کتاب این مجموعه می‌باشد که در می ۲۰۰۳ همراه با کتاب اول منشر شد.
بعد از این که بچه‌ها اخطار تیمبل تاک، برای نابود کردن راهنما را نادیده می‌گیرند؛ سیمون توسط گروهی از گابلین‌ها که در جنگل‌های اطراف خانه زندگی می‌کنند، دزدیده می‌شود.

## راز لوسیندا
راز لوسیندا، سومین کتاب این مجموعه می‌باشد که در ۱ اکتبر ۲۰۰۳ منشر شده‌است.
کتاب با بحث بچه‌ها بر سر نابود کردن یا نکردن کتاب راهنما شروع می‌شود که جارد اصرار بر نگه داشتن آن می‌کند.

## درخت چوب آهنی
درخت چوب‌آهنی، چهارمین کتاب این مجموعه می‌باشد که در ۶ آوریل ۲۰۰۴ منشر شده‌است.
خانوادهٔ گریس در مسابقهٔ شمشیربازی ملوری در مدرسه شرکت می‌کنند. در طول مسابقات، جارد کسی را می‌بیند که در کیف خواهرش دنبال چیزی می‌گردد.

## خشم مولگراث
خشم مولگراث، پنجمین کتاب این مجموعه می‌باشد که در ۷ سپتامبر ۲۰۰۴ منشر شده‌است.
بچه‌ها از معدن به ملک اسپایدرویک برمی گردنند. آن‌ها می‌فهمند که خانه ویران شده و مادرشان رفته‌است. هاگ اسکوییل به آن‌ها اطلاع می‌دهد که خانه توسط گابلین‌هایی که مادرشان را ربوده‌اند، نابود شده‌است و او را به کاخ ارباب ترسناک خود، مولگراث، برده‌اند.